# Don Leon
«Don Leon» es un poema inglés del siglo XIX atribuido a George Colman el joven; su tema es la sodomía, a la que se refiere desde una perspectiva positiva. 
Fue escrito, probablemente, en la década de 1830 tras la muerte de Byron, y publicado en 1866 por William Dugdale, quien en principio atribuyó el poema al mismo Byron, algo que intentó utilizar como forma de chantajear a su familia. 